# Urbach (Rajna-vidék-Pfalz)
Urbach település Németországban, Rajna-vidék-Pfalz tartományban. Lakosainak száma 1477 fő (2023. december 31.).

## Népesség
A település népességének változása:
| Lakosok száma | 937  | 1523 | 1504 | 1479 | 1499 | 1477 |
|               | 1975 | 2017 | 2019 | 2021 | 2022 | 2023 |